# 34320 Davidmonge
34320 Davidmonge è un asteroide della fascia principale. Scoperto nel 2000, presenta un'orbita caratterizzata da un semiasse maggiore pari a 3,0936536 au e da un'eccentricità di 0,1236206, inclinata di 5,39973° rispetto all'eclittica.